# Атака боевиков на Центарой (2010)
Атака боевиков на село Центарой, родовое село Рамзана Кадырова — крупная вооружённая вылазка, организованная отколовшимися от Доку Умарова полевыми командирами с целью показать, что они могут действовать самостоятельно и эффективно, заверить руководство Чечни в боеспособности повстанческих групп,  заодно и понизить авторитет Умарова в пользу авторитета Хусейна Гакаева.

## Развитие событий
Перед рассветом 29 августа 2010 года, в 04.30 из близлежащего леса в родовое село Рамзана Кадырова Центарой вошла крупная бандгруппа (порядка 30 боевиков). Первым нападению подвергся дом на окраине села, где жил сотрудник МВД. Его террористы расстреляли на глазах у семьи. Выбежавший ему на подмогу коллега был также застрелен. Третий милиционер был убит в собственном доме при обстреле из подствольного гранатомёта. Бандиты подожгли несколько домов, но внезапно успех боевиков сорвало появление местной милиции и охранников чеченского президента. Как заявил сам Рамзан Кадыров, «У нас была информация. Мы ждали этих шайтанов». Ведь встретившееся внезапное ожесточённое сопротивление бандитам свидетельствовало о сливе информации силовым структурам.
Бой с ворвавшимися в село боевиками был очень тяжёлым. Милицейскому спецназу приходилось замыкать кольцо окружения — боевиков блокировали в центре села и не давали им вырваться. Окружённые террористы отстреливались из гранатомётов. Интенсивное боестолкновение продолжалось около трёх часов. 12 боевиков были уничтожены. Однако, как выяснилось после боя, напавшие на село боевики были смертниками, но не все успели взорваться. Из 12 уничтоженных семеро после полученных ранений привели в действие вшитое на стороне левого плеча в разгрузочный жилет управляемое взрывное устройство в свинцовой оболочке с детонатором. Мощность каждого такого взрывного устройства составляла 500 г в тротиловом эквиваленте,.
Боевики вели видеосъёмку своей акции. Видеооператорам и удалось уйти от огня кадыровцев.
Нападение вооружённой бандгруппы стоило жизни 6 милиционерам, 18 сотрудников милиции получили ранения. Также были ранены 7 мирных жителей. Рейд бандитов нанёс и материальный урон: были частично повреждены три домовладения, служебный автомобиль «УАЗ» и четыре легковых автомобиля граждан.
После боестолкновения Рамзан Кадыров заявил журналистам:

 Уничтоженная в воскресенье бандгруппа предприняла попытку проникнуть в моё родовое селение. Предположительно, уйти смогли только те, кто вёл видеосъёмку для отчёта. Мы уверены, что и они будут обнаружены в ближайшее время.

В настоящее время военнослужащие и милиционеры прочёсывают местность в близлежащем лесу в поисках возможных остатков бандгруппы. Обстановка стабильная и контролируемая.— 

## Расследование. Заявления. Реакция
По факту вооружённого вторжения и попытки захвата Центароя бандитами СКП РФ по ЧР было возбуждено уголовное дело по ст.317 (Посягательство на жизнь сотрудника правоохранительного органа), ст.167 (Умышленное уничтожение или повреждение чужого имущества), ст.222 (Незаконный оборот и хранение оружия), ст.209 (Участие в устойчивой вооружённой группе) УК РФ.
Выяснилось, что нападение совершили хорошо подготовленные, опытные, давно находящиеся в подполье боевики. В их рюкзаках не было никакой еды, никакого лишнего груза, только боеприпасы. Гранаты, патроны, с собой в бой взяли и одноразовые гранатомёты. В карманах держали перевязочные пакеты, медикаменты и шоколадные батончики, чтобы перекусить на ходу. Также в ходе расследования был установлен факт, что напавшие на село боевики использовали оружие, захваченное ещё при нападении на Назрань в 2004 году,.
Среди уничтоженных террористов были опознаны два жителя села Аллерой, ранее входивших в бандформирование одного из соратников Масхадова, «бригадного генерала» Ахмада Авдорханова.
Кадыров:

 В Центарое были уничтожены шайтаны, которые входят в группу Асламбека Вадалова, Заурбека Авдорханова, Махрана. Организовал эту акцию Вадалов, я собрал командиров спецподразделений и поставил перед ними задачу уничтожить всех главарей, имеющих отношение к данной вылазке.

У нас была информация, что бандиты планируют вылазку в селении Центарой, из разговоров шайтанов. Была информация, что с ними будет и Вадалов, поэтому мы решили запустить их в село, но, видимо, у него не хватило мужества для этого. Мы наблюдали из приборов ночного видения, как бандиты группами по три-четыре человека заходили в село, подождали, пока они соберутся все вместе, и окружили.

Дождавшись наступления рассвета, силовики, прождавшие около получаса, буквально за 15 минут уничтожили бандгруппу. В операции участвовало около 20 бойцов, мы сузили круг, чтобы не пострадали жители. Когда бандиты поняли, что окружены, начали стрельбу в разные стороны и несколько жителей села получили ранения — 
.
Президент ЧР пообещал вознаграждение в 10 млн.рублей за информацию об организаторах нападения на его родовое село.
Депутат Госдумы РФ Адам Делимханов:

 Сегодня на рассвете, перед утренней молитвой, в Священный для всех мусульман месяц Рамадан, бандиты в очередной раз показали миру своё истинное лицо. Они планировали в селе Центарой расстрелять мирных граждан — женщин, стариков, детей. Благодаря чётким действиям Президента ЧР Рамзана Кадырова удалось избежать жертв среди гражданского населения.

Как соратник Президента Чеченской Республики, как депутат Государственной Думы, я со всей ответственностью заявляю, что не будет прощения никому из тех, кто участвовал в планировании, направлял и помогал бандитам. Всё, что они получат, это жестокое наказание, презрение и ненависть со стороны народа.

Не имеет значения, кто организовал эту акцию, Умаров ли, Вадалов ли. Для нас они нечисть, которую нужно истребить с лица Земли.

Да поможет нам Всевышний! — 
.
Министр внутренних дел Чечни Руслан Алханов поддержал инициативу Рамзана Кадырова о предоставлении крупного вознаграждения за информацию об организаторах нападения на Центарой.
Премьер-министр РФ Владимир Путин подчеркнул, что «отпор боевикам в Центарое свидетельствует о том, что ситуация в Чечне находится в надёжных руках».

## Версия боевиков о проведённой операции
Боевики заявили, что логово главаря муртадов Кадырова атаковали три подразделения моджахедов — амиров Заурбека, Махрана, Абдурахмана общей численностью 60 бойцов. У въезда в село уничтожен пост муртадов, сожжён БТР и убито 6 кадыровцев. За час атаки боевиков в селе Хоси-Юрт было сожжено 10 домов, убито ещё 5 кадыровцев, разрушены два блокпоста, сожжено несколько военных автомобилей. Погибли только 3 боевика.
Сайт Кавказ-центр предположил, что в рейде на Хоси-Юрт использовалась тактика афганских талибов, когда группа или целый отряд шахидов-фидаи атакует объекты врага.